# Hiosvany Salgado
Hiosvany Salgado (Matanzas, 13 dicembre 1979) è un pallavolista cubano.
Gioca nel ruolo di centrale nella Virtus Fano, di cui è capitano.

## Palmarès

### Club
- Coppa Italia di Serie A2: 1:

2011-2012